# Luke McShane
Luke James McShane (7 de gener de 1984) és un jugador d'escacs anglès, que té el títol de Gran Mestre des de 2000. Fou Campió del Món de la Joventut i un prodigi dels escacs, esdevint un dels millors jugadors d'Anglaterra. També ha estat un comerciant en el sector financer a Londres.
A la llista d'Elo de la FIDE del maig de 2022, hi tenia un Elo de 2648 punts, cosa que en feia el jugador número 4 (en actiu) d'Anglaterra, i el 102è millor jugador al rànquing mundial. El seu màxim Elo va ser de 2713 punts, a la llista del juliol de 2015 (posició 34 al rànquing mundial).

## Inicis de la carrera

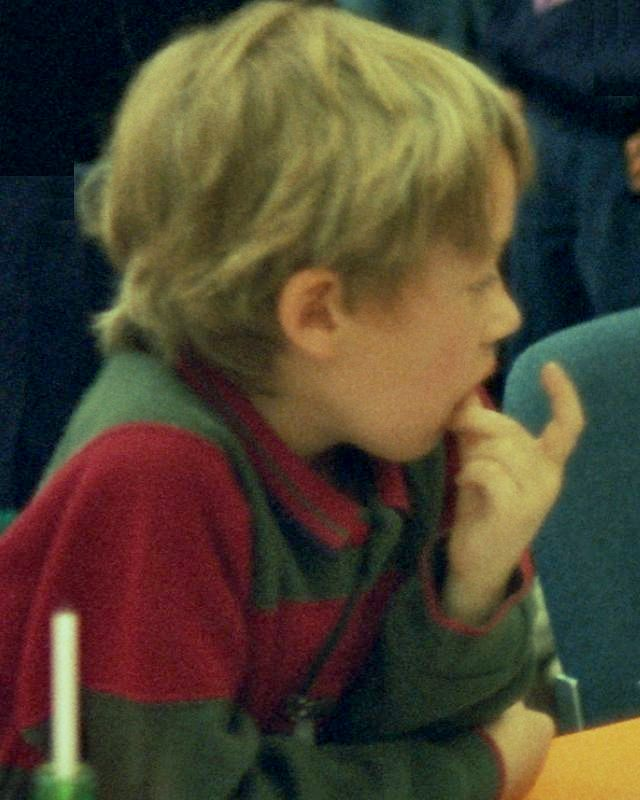
Luke McShane, 1992 a Duisburg

McShane va guanyar el Campionat del Món Sub-10 a Duisburg a l'edat de vuit anys. Poc després va trobar un patrocinador de l'empresa d'ordinadors Psion i va jugar Garri Kaspàrov a unes simultànies el 1995. Als setze anys esdevingué el Gran Mestre britànic més jove, obtenint els tres normes en torneigs a Alemanya, Islàndia i el Politiken Cup a Copenhaguen, Dinamarca. Retingué el rècord fins que David Howell el va trencar el gener 2007. El gener de 2004 McShane era segon del món entre els jugadors Sub-21, darrere de Teimur Radjàbov.

## Resultats destacats en competició
Entre els resultats més notables s'hi troba el Bunratty Masters a Irlanda el 1998 compartint liderat amb John Nunn, guanyant cinc de les sis partides, i guanyador compartit amb Stuart Conquest i Bogdan Lalić de la Iona Tech Masters a Kilkenny. McShane va liderar el Campionat britànic del 2002 a Torquay, i obtingué una bona posició a la ronda final abans de comtre un gran error i perdent contra el guanyador del torneig, Ramachandran Ramesh. McShane finalment fou empatat al quart lloc.
Als volts de 2002, McShane s'ha enfrontat a l'oposició més dura, incloent jugadors entre els deu millors del món. Va jugar per Anglaterra a l'Olimpíada de 2002 a Bled, puntuant 6½ d'11, i va guanyar la medalla de plata al Campionat del Món de la Joventut a Goa. El 2003 va acabar un respectable cinquè lloc al fort torneig de Hrokurinn a Reykjavík, acabant pel davant del número de la Gran Bretanya Michael Adams i fent taules contra Víktor Kortxnoi i Aleksei Xírov. Poc després, va batre Shirov en un torneig de ràpides a Reykjavík. El 2003 al torneig de Siegman a Malmö, va acabar tercer amb 5½ punts de 9, fent taules amb el guanyador de torneig, Vassil Ivantxuk. També el 2003, McShane va acabar 27è de 207 amb 8 punts de 13 en els Campionat d'Europa Individual a Silivri (Turquia), a 1½ punts darrere del guanyador, Zurab Azmaiparaixvili. Poc després va empatar pel primer lloc amb Aleksei Dréiev i Krishnan Sasikiran a la North Sea Cup jugat a Esbjerg (Dinamarca) amb 6½ punts de 9, va acabar empatat en segon lloc a Politiken Cup a Copenhaguen amb 8½ punts d'11 i va guanyar el Malmö Masters amb 7½ punts de 9, un punt i un mig al capdavant del seu rival més proper. El 2009/10 fou 1-5è juntament amb Eduardas Rozentalis, Pavel Ponkratov, Radosław Wojtaszek i Ígor Lissi al 39è Rilton Cup a Estocolm. El 2010 va guanyar el tercer torneig Remco Heite a Wolvega.
McShane és un fort jugador d'escacs ràpids. Va guanyar el torneig de Kuppenheim el 2003 per davant de Vladímir Iepixin i l'excampió de ràpides alemany, Robert Rabiega, acabant amb una puntuació de 50½ punts de 53 partides. En aquest torneig va jugar les seves partides per Internet, mentre tots els altres participants estaven a la sala de joc a Alemanya. El 2003 va guanyar el campionat de ràpides britànic a Uxbridge amb una puntuació de 14½ de 16 i el torneig de ràpides de l'Obert de Groenlàndia amb 8½/9.
El 2009 i 2010 McShane va participar en el London Chess Classic. Va acabar a mitja taula al torneig inaugural i obtingué el premi a la millor partida per la seva victòria contra Hikaru Nakamura. El 2010 el torneig va incloure Viswanathan Anand (Campió del Món regnant), Magnus Carlsen (valorat número u a la major part del 2010) i Vladímir Kràmnik (exCampió del Món). Amb el sistema de puntuació de 3 punts per victòria, 1 per empat i 0 per derrota, McShane fou segon juntament amb Anand, darrere de Carlsen, amb qui McShane l'havia batut en el seu encontre individual, i per davant de Kramnik. Fou invicte, la seva performance a l'esdeveniment fou de 2838 (més alt que Carlsen o Anand). A la llista d'Elo del gener de 2011 breument superà a Nigel Short esdevinguent el segon millor jugador del Regne Unit darrere de Michael Adams.
El gener de 2011 McShane fou primer empatat amb David Navara en el 'grup B' del Torneig Tata Steel, guanyant en el desempat i classificant-se, amb Navara, pel 2012 en el 'grup A' però no hi va jugar a causa de compromisos de feina.
El març de 2019 fou membre de l'equip anglès que va quedar segon al Campionat del món per equips a Astanà.

### Participació en olimpíades d'escacs
McShane ha participat, representant Anglaterra, en tres Olimpíades d'escacs entre els anys 2002 i 2010, amb un resultat de (+7 =19 –5), per un 53,2% de la puntuació. El seu millor resultat el va fer a les Olimpíada del 2002 en puntuar 6½ d'11 (+3 =7 -1), amb el 59,1% de la puntuació, amb una performance de 2557.